# Regime de Quisling
```
   |-
       |
Erro:
:  
valor não especificado para "
nome_comum
"

   |-
       | 
Erro:
:  
valor não especificado para "
continente
"
```

O Regime de Quisling e Governo de Quisling são nomes comuns usados para se referir ao governo colaboracionista fascista liderado por Vidkun Quisling na Noruega ocupada pelos alemães durante a Segunda Guerra Mundial.    O nome oficial do regime de 1 de fevereiro de 1942 até sua dissolução em maio de 1945 foi Den nasjonale regjering (Governo Nacional).  O poder executivo real foi mantido pelo Reichskommissariat Norwegen, chefiado por Josef Terboven.

## Golpe de 1940
Vidkun Quisling, Fører do partido Nasjonal Samling, tentou pela primeira vez realizar um golpe contra o governo norueguês em 9 de abril de 1940, dia da invasão alemã da Noruega.  Às 19h32min da tarde, Quisling visitou os estúdios da Norwegian Broadcasting Corporation e fez uma transmissão de rádio proclamando-se primeiro-ministro e ordenando que toda a resistência parasse imediatamente. Ele anunciou que ele e Nasjonal Samling estavam assumindo o poder devido ao Gabinete de Nygaardsvold ter "levantado a resistência armada e fugido imediatamente". Declarou ainda que na situação actual era “o dever e o direito do movimento de Nasjonal Samling assumir o poder governamental”. Quisling afirmou que o Gabinete Nygaardsvold tinha desistido do poder, embora só se tivesse mudado para Elverum, a cerca de 140km de Oslo, e estivesse a realizar negociações com os alemães. 
No dia seguinte, o embaixador alemão Curt Bräuer viajou para Elverum e exigiu que o rei Haakon VII da Noruega retornasse a Oslo e nomeasse formalmente Quisling como primeiro-ministro. Haakon ganhou tempo, dizendo ao embaixador que os reis noruegueses não podiam tomar decisões políticas por sua própria autoridade. Numa reunião de gabinete mais tarde naquela noite, Haakon disse que não poderia, em sã consciência, nomear Quisling como primeiro-ministro porque sabia que nem o povo nem o Storting tinham confiança nele. Haakon afirmou ainda que abdicaria em vez de nomear um governo liderado por Quisling. A essa altura, a notícia da tentativa de golpe de Quisling chegou a Elverum. As negociações fracassaram imediatamente e o governo aconselhou Haakon por unanimidade a não nomear Quisling como primeiro-ministro.
Quisling tentou prender o Gabinete Nygaardsvold, mas o oficial que ele instruiu para realizar a prisão ignorou o mandado. As tentativas de obter controle sobre a força policial em Oslo emitindo ordens a Kristian Welhaven, o chefe da polícia, também falharam.  O golpe falhou seis dias depois, apesar do apoio alemão durante os primeiros três dias, e Quisling teve que se afastar nas partes ocupadas da Noruega em favor do Conselho Administrativo (Administrasjonsrådet).  O Conselho de Administração foi formado em 15 de abril por membros da Suprema Corte da Noruega e apoiado por líderes empresariais noruegueses, bem como por Bräuer, como alternativa ao Nasjonal Samling de Quisling nas áreas ocupadas. 

## Conselheiros de Estado Provisórios
Em 25 de setembro de 1940, o Reichskommissar alemão Josef Terboven, que em 24 de abril de 1940 substituiu Curt Bräuer como o principal comandante civil na Noruega,  proclamou a deposição do Rei Haakon VII e do Gabinete Nygaardsvold, banindo todos os partidos políticos, exceto Nasjonal Samling. .  Terboven então nomeou um grupo de 11 kommissariske statsråder (Conselheiros de Estado Provisórios) de Nasjonal Samling para ajudá-lo a governar a Noruega. Embora os conselheiros de estado provisórios não formassem um governo, a intenção dos alemães era usá-los para preparar o caminho para uma tomada do poder de Nasjonal Samling no futuro. Vidkun Quisling foi nomeado chefe político dos vereadores e todos os membros do Nasjonal Samling tiveram que fazer um juramento pessoal de lealdade a ele. A maioria dos vereadores trabalhou diligentemente na introdução dos ideais e da política de Nasjonal Samling. Entre os esquemas introduzidos durante o período do conselho estava a introdução de direitos trabalhistas, reformas do mercado de trabalho, do código penal e do sistema de justiça, uma reorganização da polícia e a introdução de ideais nacional-socialistas no cenário cultural norueguês. Os conselheiros de estado provisórios pretendiam ser um sistema temporário enquanto Nasjonal Samling construía a sua organização em preparação para assumir plenos poderes governamentais. Em 25 de setembro de 1941, aniversário de um ano dos vereadores, Terboven deu-lhes o título de "ministros". 

## Governo

Bandeira do Nasjonal Samling

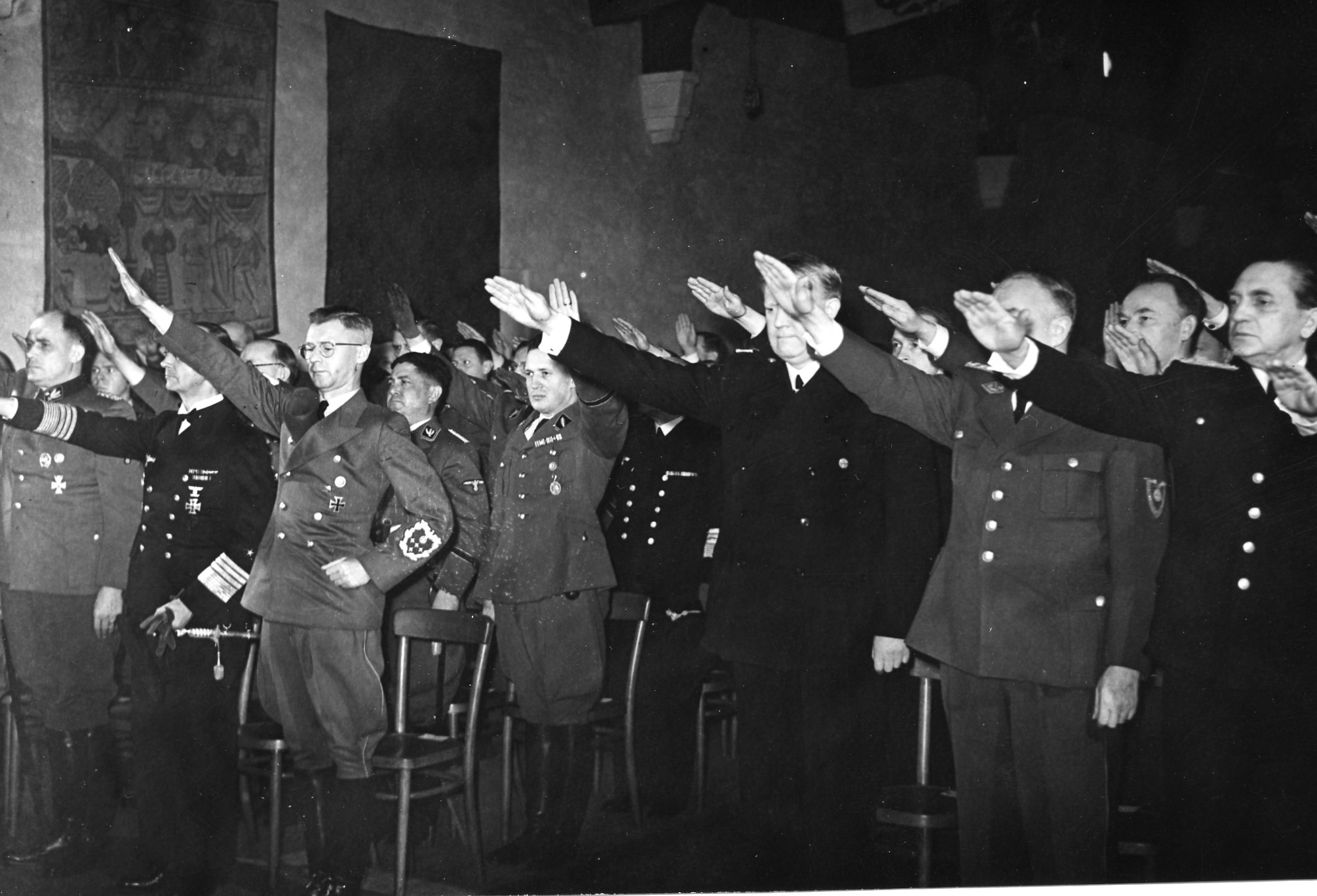
O estabelecimento do governo nacional de Quisling foi proclamado na Fortaleza de Akershus. No lado esquerdo do salão estão Terboven (terceiro da esquerda) e vários oficiais alemães, à direita Quisling (terceiro da direita) e vários de seus ministros

Com o estabelecimento do governo nacional de Quisling, Quisling, como ministro-presidente, assumiu temporariamente a autoridade do Rei e do Parlamento. 
Em 1942, após dois anos de administração civil direta pelos alemães (que continuou de facto até 1945), foi finalmente colocado no comando de um governo colaboracionista, que foi oficialmente proclamado em 1 de fevereiro de 1942. O nome oficial do governo era "Den nasjonale regjering" (Governo Nacional).  A intenção original dos alemães era entregar a soberania da Noruega ao novo governo, mas em meados de janeiro de 1942 Hitler decidiu manter o Reichskommissariat Norwegen civil sob Terboven. Em vez disso, foi atribuído ao governo Quisling o papel de autoridade de ocupação com amplas autorizações. O próprio Quisling viu a criação do seu governo como um "passo decisivo no caminho para a independência completa da Noruega".  Embora tenha assumido apenas temporariamente a autoridade do rei,  Quisling ainda fez esforços para distanciar o seu regime da monarquia exilada. Depois que Quisling se mudou para o Palácio Real, ele voltou a usar o selo oficial da Noruega, mudando o texto de "Haakon VII Norges konge" para "Norges rikes segl"  (de "Haakon VII Rei da Noruega" para "O Selo do Reino Norueguês"  ). Depois de estabelecer o governo nacional, Quisling afirmou deter "a autoridade que, segundo a Constituição, pertencia ao Rei e ao Parlamento". 
Outros ministros importantes do governo colaboracionista foram Jonas Lie (também chefe da ala norueguesa das SS desde 1941) como Ministro da Polícia, Gulbrand Lunde como Ministro da Cultura e do Iluminismo, bem como o cantor de ópera Albert Viljam Hagelin, que foi Ministro do Interior.

## Política

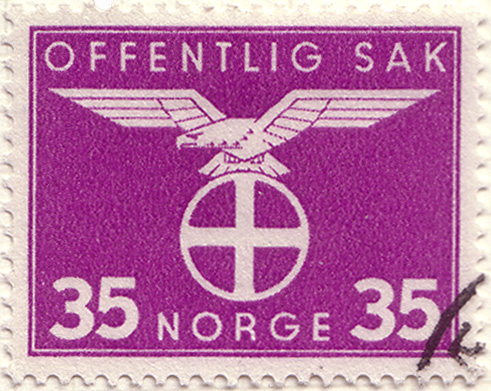
Selo do serviço do Estado

Uma das primeiras ações de Quisling foi reintroduzir a proibição de entrada de judeus na Noruega, que anteriormente fazia parte do §2 da Constituição de 1814 a 1851. 
Duas das primeiras leis do regime Quisling, Lov om nasjonal ungdomstjeneste (Lei sobre o serviço nacional para jovens) e Lov om Norges Lærersamband (O contato com professores noruegueses), ambas assinadas em 5 de fevereiro de 1942, levaram a enormes protestos dos pais, sérios confrontos com os professores e um conflito crescente com a Igreja da Noruega.  As escolas foram fechadas durante um mês e, em março de 1942, cerca de 1.100 professores foram presos pela polícia norueguesa e enviados para prisões e campos de concentração alemães, e cerca de 500 dos professores foram forçados a Kirkenes como trabalhadores da construção civil para os ocupantes alemães.   

## Objetivo da independência
Mesmo após a criação oficial do governo Quisling, Josef Terboven ainda governou a Noruega como um ditador,   recebendo ordens de ninguém além de Hitler.  O regime de Quisling era um governo-fantoche, embora Quisling quisesse a independência e a destituição de Terboven, algo pelo qual ele constantemente pressionava Hitler, sem sucesso.  Quisling queria alcançar a independência da Noruega sob o seu governo, com o fim da ocupação alemã da Noruega através de um tratado de paz e do reconhecimento da soberania da Noruega pela Alemanha. Ele ainda queria aliar a Noruega à Alemanha e aderir ao Pacto Anticomintern. Após a reintrodução do serviço nacional na Noruega, as tropas norueguesas deveriam lutar com as potências do Eixo na Segunda Guerra Mundial.
Quisling também liderou a ideia de uma união pan-europeia liderada, mas não dominada, pela Alemanha, com uma moeda comum e um mercado comum.  Quisling apresentou seus planos a Hitler repetidamente em memorandos e conversas com o ditador alemão, a primeira vez em 13 de fevereiro de 1942 na Chancelaria do Reich em Berlim e a última vez em 28 de janeiro de 1945, novamente na Chancelaria do Reich.  Todas as ideias de Quisling foram rejeitadas por Hitler, que não queria quaisquer acordos permanentes antes da conclusão da guerra,  e também queria a anexação total da Noruega à Alemanha como a província mais setentrional de um Grande Reich Germânico. Hitler, no entanto, numa reunião de abril de 1943, prometeu a Quisling que, assim que a guerra terminasse, a Noruega recuperaria a sua independência. Este é o único caso conhecido de Hitler ter feito tal promessa a um país ocupado. 
A palavra Quisling tornou-se sinônimo de traição e colaboração com o inimigo. 

### Reivindicações territoriais

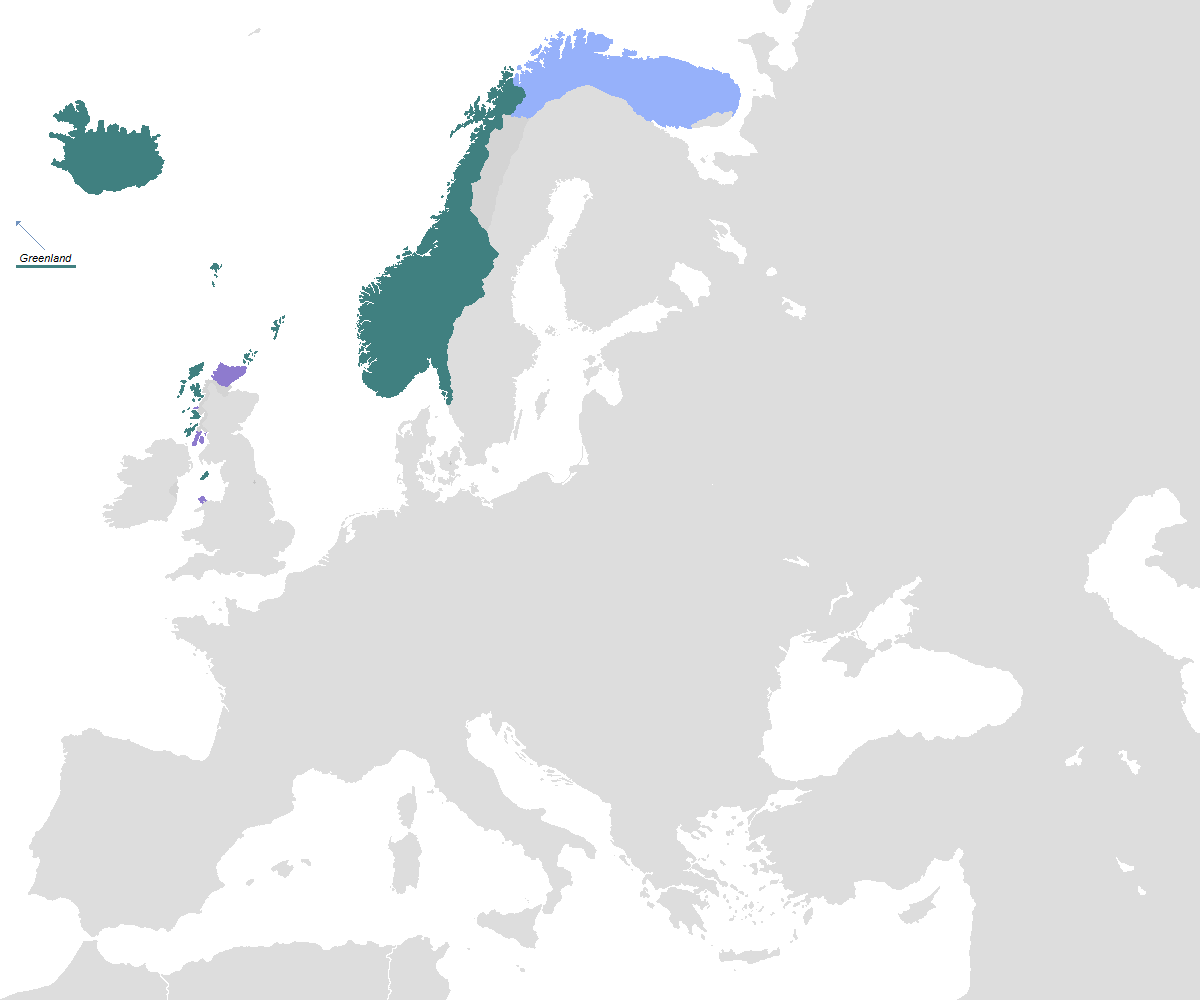
O Reino da Noruega em sua maior extensão, c. 1265

O regime olhou com nostalgia para a Alta Idade Média da história do país, conhecida na historiografia norueguesa como Norgesveldet, durante a qual o território norueguês se estendeu para além das suas fronteiras atuais. Quisling imaginou uma extensão do estado norueguês através da anexação da Península de Cola com a sua pequena minoria norueguesa, para que uma Grande Noruega abrangesse toda a costa norte da Europa pudesse ser criada.  Esperava-se uma maior expansão no norte da Finlândia, para ligar a península de Kola com Finnmark: os líderes do Nasjonal Samling tinham opiniões divergentes sobre a fronteira finlandesa-norueguesa do pós-guerra, mas a potencial anexação norueguesa de pelo menos os municípios finlandeses de Pechengsky (norueguês: Petsjenga) e Inari (norueguês: Enare) estava sendo considerado.  
As publicações de Nasjonal Samling pediram a anexação das províncias suecas historicamente norueguesas de Jämtland (norueguês : Jemtland), Härjedalen (norueguês: Herjedalen, Øst-Trøndelag) e Bohuslän (norueguês: Båhuslen)   Em março de 1944, Quisling reuniu-se com o general da Wehrmacht Rudolf Bamler, e instou os alemães a invadirem a Suécia a partir da Lapônia finlandesa (usando as forças delegadas ao Exército Alemão da Lapônia) e através do Báltico como um ataque preventivo contra a Suécia que se juntou à guerra do lado Aliado.  A proposta de Quisling foi enviada ao chefe do OKW, Alfred Jodl, e ao líder da SS, Heinrich Himmler. 
Quisling e Jonas Lie, líder da SS germânica na Noruega, também promoveram reivindicações irredentistas norueguesas às Ilhas Feroe (norueguês: Færøyene), Islândia, Órcades (norueguês: Orknøyene), Shetland (norueguês: Hjaltland), o Hébridas Exteriores (historicamente uma parte do Reino Nórdico de Mann e das Ilhas sob o nome de Sørøyene, "Ilhas do Sul") e Terra de Francisco José (anteriormente reivindicada pela Noruega sob o nome de Terra de Fridtjof Nansen), a maioria dos quais eram antigos territórios noruegueses transmitidos ao domínio dinamarquês após a dissolução da Dinamarca-Noruega em 1814, enquanto o resto eram antigos assentamentos da Era Viking.    A Noruega já havia reivindicado uma parte da Groenlândia Oriental em 1931 (sob o nome de Eirik Raudes Land), mas a reivindicação foi estendida durante o período de ocupação para cobrir a Groenlândia como um todo. Durante a primavera de 1941, Quisling traçou planos para "reconquistar" a ilha usando uma força-tarefa de cem homens, mas os alemães consideraram esse plano inviável.  Na pessoa do ministro da Propaganda, Gulbrand Lunde, o governo fantoche norueguês reivindicou ainda mais os Pólos Norte e Sul.  Durante o final do século XIX e início do século XX, a Noruega ganhou prestígio como nação ativa em expedições polares: o Pólo Sul foi alcançado pela primeira vez pelo explorador norueguês Roald Amundsen em 1911, e em 1939 a Noruega reivindicou uma região da Antártica sob o nome de Terra da Rainha Maud (em norueguês:  Dronning Maud Land).
Após a invasão da União Soviética pela Alemanha, foram feitos preparativos para o estabelecimento de colônias norueguesas no norte da Rússia.  Quisling designou a área reservada à colonização norueguesa como Bjarmeland, uma referência ao nome apresentado nas sagas nórdicas para o norte da Rússia. 

## Dissolução
O regime de Quisling deixou de existir em 1945, com o fim da Segunda Guerra Mundial na Europa. A Noruega ainda estava sob ocupação em maio de 1945, mas Vidkun Quisling e a maioria dos seus ministros se renderam na delegacia de polícia de Møllergata 19 em 9 de maio, um dia após a rendição da Alemanha.  O novo governo de unificação norueguês julgou-o em 20 de Agosto por numerosos crimes; ele foi condenado em 10 de setembro e executado por um pelotão de fuzilamento em 24 de outubro de 1945. Outros colaboradores nazistas, bem como alemães acusados de crimes de guerra, também foram presos e julgados durante este expurgo legal.

## Ministros do regime Quisling

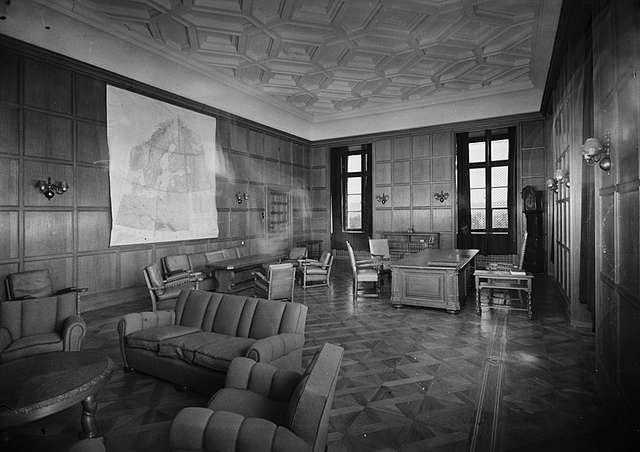
Antigo escritório de Quisling no Palácio Real, em junho de 1945

Os ministros do regime Quisling em 1942 eram: 
- Eivind Blehr (Ministro do Comércio e Ministro dos Abastecimentos)
- Thorstein Fretheim (Ministro da Agricultura)
- Rolf Jørgen Fuglesang (Ministro dos Assuntos do Partido)
- Albert Viljam Hagelin (Ministro dos Assuntos Internos)
- Tormod Hustad (Ministro do Trabalho)
- Kjeld Stub Irgens (Ministro da Marinha)
- Jonas Lie (Ministro da Polícia)
- Johan Andreas Lippestad (Ministro dos Assuntos Sociais)
- Gulbrand Lunde (Ministro da Cultura)
- Frederik Prytz (Ministro das Finanças)
- Sverre Riisnæs (Ministro da Justiça)
- Ragnar Skancke (Ministro da Igreja e Assuntos Educacionais)
- Axel Heiberg Stang (Ministro do Trabalho e Esportes)

A liderança do regime Quisling viu remodelações e substituições significativas durante a sua existência. Quando Gulbrand Lunde morreu em 1942, Rolf Jørgen Fuglesang assumiu seu ministério, além de manter o seu. Os dois ministérios de Eivind Blehr foram fundidos em 1943 como Ministério do Comércio. Em 4 de novembro de 1943, Alf Whist ingressou no governo como ministro sem pasta. 
Tormod Hustad foi substituído por Hans Skarphagen em 1 de fevereiro de 1944. Tanto Kjeld Stub Irgens quanto Eivind Blehr foram demitidos em junho de 1944. Seus antigos ministérios foram fundidos e colocados sob o controle de Alf Whist como Ministro do Comércio. Em 8 de novembro de 1944, Albert Viljam Hagelin foi demitido de seu cargo e substituído por Arnvid Vasbotten. Quando Frederik Prytz morreu em fevereiro de 1945, ele foi substituído por Per von Hirsch. Thorstein Fretheim foi demitido em 21 de abril de 1945, para ser substituído por Trygve Dehli Laurantzon. 